# Dichrooscytus apicalis
Dichrooscytus apicalis är en insektsart som beskrevs av Knight 1968. Dichrooscytus apicalis ingår i släktet Dichrooscytus och familjen ängsskinnbaggar. Inga underarter finns listade i Catalogue of Life.